# Saint-Fuscien
Saint-Fuscien – miejscowość i gmina we Francji, w regionie Hauts-de-France, w departamencie Somma.
Według danych na rok 1990 gminę zamieszkiwało 1031 osób, a gęstość zaludnienia wynosiła 104 osoby/km² (wśród 2293 gmin Pikardii Saint-Fuscien plasuje się na 283. miejscu pod względem liczby ludności, natomiast pod względem powierzchni na miejscu 460.).